# Chaîne des Puys
Die Chaîne des Puys, manchmal auch Monts Dômes genannt, ist eine Kette von vulkanischen Bergen, im französischen Zentralmassiv, in der Region Auvergne-Rhône-Alpes. Sie erstreckt sich in Nord-Süd-Richtung über eine Länge von etwa 30 Kilometern und umfasst an die hundert erloschene Vulkane. Sie liegt westlich von Clermont-Ferrand, im Département Puy-de-Dôme. Die höchste Erhebung ist der gleichnamige Puy de Dôme, mit einer Höhe von 1465 Metern über dem Meeresspiegel.
Die Chaîne des Puys ist Bestandteil des Regionalen Naturparks Volcans d’Auvergne.

## Geologie
Im Gebiet findet man die Überreste von drei verschiedenen Vulkanarten:
- Schlackenkegel vom Typ Stromboli (häufigstes Vorkommen),
- Lavadome vom Typ Mont Pelée,
- Kraterseen vom Typ Maar.

Die Vulkane stammen aus der Zeit des Quartär. Die ersten Eruptionen fanden vor etwa 90.000 Jahren statt, die letzten vor etwa 6.000 Jahren am Lac Pavin.

## Einige Berggipfel der Chaîne des Puys
von Norden nach Süden:
- Puy de Louchardière (1198 m),
- Puy Chopine (1181 m),
- Puy Pariou (1189 m),
- Puy de Clerziou (1197 m),
- Puy de Côme (1253 m),
- Puy de Dôme (1465 m),
- Puy de Mercœur (1249 m),
- Puy de Lassolas (1197 m),
- Puy de Monténard (1173 m).

## Vulcania
Der Europäische Park für Vulkanismus, Vulcania, ist ein Themenpark, der sich mit allen Fragen rund um den Vulkanismus beschäftigt und diese in einer Vielzahl von Exponaten und Installationen behandelt. Er befindet sich in Saint-Ours-les-Roches inmitten der realen Vulkane der Chaîne des Puys.